# إليجاه أري
إليجاه أري (بالإنجليزية: Elijah Ari)‏ (6 نوفمبر 1987 بغانا - ) هو مدرب كرة قدم ولاعب كرة قدم غاني في مركز الدفاع. شارك مع منتخب قيرغيزستان لكرة القدم. أما مع النوادي، فقد لعب مع ريغار-تاداز تورسونزاده ونادي دوردوي بيشكك وFC Khatlon ‏ ونادي بوشر ‏ وBarkchi Hisor ‏.

## وصلات خارجية
- إليجاه أري على موقع الاتحاد الأوربي (الإنجليزية)
- إليجاه أري على موقع إي إس بي إن إف سي (الإنجليزية)
- إليجاه أري على موقع قاعدة بيانات كرة القدم.إي يو (الإنجليزية)
- إليجاه أري على موقع ناشيونال فوتبول تيمز (الإنجليزية)